# Camarophyllopsis rugulosa
Camarophyllopsis rugulosa är en svampart som först beskrevs av A.H. Sm. & Hesler, och fick sitt nu gällande namn av Arnolds 1986. Camarophyllopsis rugulosa ingår i släktet Camarophyllopsis och familjen Hygrophoraceae.   Inga underarter finns listade i Catalogue of Life.